# Скарбімеж (Опольське воєводство)
Скарбімеж (пол. Skarbimierz, нім. Hermsdorf) — село в Польщі, у гміні Скарбімеж Бжезького повіту Опольського воєводства.
Населення — 210 осіб (2011).

## Демографія
Демографічна структура станом на 31 березня 2011 року:
|          | Загалом | Допрацездатний вік | Працездатний вік | Постпрацездатний вік |
| -------- | ------- | ------------------ | ---------------- | -------------------- |
| Чоловіки | 106     | 18                 | 80               | 8                    |
| Жінки    | 104     | 24                 | 62               | 18                   |
| Разом    | 210     | 42                 | 142              | 26                   |